# Masoncus
Masoncus és un gènere d'aranyes araneomorfes de la subfamília Erigoninae, dins de la  família Linyphiidae. El seu hàbitat és a l'Amèrica del Nord.
Fou descrit per primera vegada per Ralph Vary Chamberlin l'any 1949.

## Llista d'espècies
Segons The World Spider Catalog 12.0:
- Masoncus arienus Chamberlin, 1949 (Espècie tipus) – USA,
- Masoncus conspectus (Gertsch & Davis, 1936) – USA
- Masoncus dux Chamberlin, 1949 – Canada
- Masoncus pogonophilus Cushing, 1995 – USA. Coneguda associació mirmecòfila amb Pogonomyrmex badius, aquesta aranya viu al niu i s'alimenta de Col·lèmbols[4]